# Mosquée de Moroni
La mosquée de Moroni, également connue sous le nom de mosquée de vendredi, est une mosquée située dans la ville de Moroni, capitale des Comores. Elle fait partie des sites touristiques de la place avec son architecture et son histoire. Cette mosquée a été construite au début du XIXe siècle.Les photos de 1899 du Résident de France Pobeguin ne font pas apparaître l’existence de cette mosquée.
Elle se situe au centre d'un quartier de la capitale qui s'appelle badjanani. Elle est construite selon une architecture arabo-musulmane.
Elle constitue comme toutes les mosquées, un lieu sacré pour les musulmans, mais aussi un site touristique. Actuellement, une autre mosquée est construite à quelques mètres de celle-ci, mais on continue toujours à bien l'entretenir et à la fréquenter en masse. Le vendredi pour la semaine, et le jour de l'ide pour l'année, constituent les grandes occasions où l'on peut voir cette mosquée bien pleine. Sa couleur extérieure a toujours été blanche. Cette mosquée porte un grand minaret que l'on peut repérer de très loin.
Dans plusieurs guides touristiques des Comores, on peut trouver une belle image de cette mosquée avec sa couleur blanche éclatante. La ville de Moroni compte plusieurs mosquées, mais celle-ci est la plus historique.